# Briar Rose
Briar Rose – zespół heavymetalowy ze Stanów Zjednoczonych, ze Swansea w stanie Massachusetts. Nazwa została zaczerpnięta z baśni braci Grimm „Śpiąca królewna”, ang. Briar Rose (w dosłownym tłumaczeniu „Dzika róża”) – zespół zafascynowany był ideą ukrycia piękna w ciemności, żeby chronić je przed siłami mroku.

## Kariera
Zespół założyli w 1988 wokalista Randy Blake II i gitarzysta Marcus Lorde po rozpadzie Brideshead, kontynuując współpracę z perkusistą Kevinem DeMello oraz z basistą Rogerem Dumasem. Wkrótce Dumas został zastąpiony przez Michaela Tylla, który początkowo był gitarzystą basowym, a następnie grał na gitarze rytmicznej (po dołączeniu do zespołu basisty Josha Simonina). W roku 1988 grupa nagrała demo “Briar Rose”, producentem był Joe Moody, który później współpracował z m.in. Vital Remains.
W 1991 roku został wydany debiutancki album zespołu, Dark Tales of Optimism, co pozwoliło zespołowi uzyskać popularność poza rodzimą Nową Anglią. Magazyn rockowy Kerrang! w swojej recenzji albumu napisał: „Produkcja ta uchwyciła nadzieje i aspiracje zespołu z zaskakującą wyrazistością. Muzyka jest zaskakującą mieszanką w której ścierają się wpływy wczesnego Iron Maden z niewielką domieszką Black Sabbath i technicznie Dark Tales Of Optimism powinna też przypaść do gustu fanom zespołów takich jak Battlezone czy Mercyful Fate”.
Planowana trasa koncertowa po Wielkiej Brytanii została wstrzymana po odejściu DeMello, Tylla i Simonina. Blake II & Lorde wznowili trasę, zatrudniając zastępczych muzyków. Po powrocie do grupy dołączył perkusista Ken Sirois. Zatrudniony też został basista Phil Richardson i gitarzysta Rodney Baker. Zespół przystąpił do komponowania materiału na drugi album, Win if You Can, Lose if You Must but Always Cheat z Joe Moodym w roli producenta. Do nagrania miało dojść na Rhode Island, ale sesje zostały przerwane ze względu na problemy zdrowotne Marcusa Lorde.
Po odejściu Sirois i Richardsona zrezygnował również Lorde, któremu stan zdrowia uniemożliwił dalszą karierę. W produkcji nowego albumu udział wzięli nowi członkowie zespołu: Chris Bourque na gitarze basowej i Chris Longo na perkusji. Album został dobrze przyjęty w Stanach Zjednoczonych i innych krajach. Ryan Rogers dołączył do zespołu jako nowy gitarzysta.
Kiedy w USA zapanowała moda na grunge, wszyscy członkowie zespołu poza Blake II odeszli w 1994, żeby tworzyć muzykę w nowym stylu. Blake II natomiast zajął się muzyką celtycką i folk rockiem. Pracując przy wydawaniu magazynu, w 2000 dowiedział się o popularności zespołu w innych krajach. Zespół miał tam niemalże status kultowy, a oba albumy były szeroko rozprowadzane jako bootlegi. Po odzewie ze strony nowo odkrytych fanów został wydany album Detention. Blake II kontynuował działalność w wydawnictwie, ale kontakt z fanami nie pozwalał mu zapomnieć o zespole.
W 2007 wznowiono działalność grupy, przyjmując Chrisa Longo jako perkusistę, basistę Ricka D'Ambra oraz gitarzystę Chrisa Reeda i perkusistę Mylesa Luciera z Reflections of Mortallity. Na gitarze rytmicznej zaczął grać w zespole Mike Lepore. 23 lipca 2007 zespół powrócił na scenę w czasie festiwalu Music For Middlesex 5, na którym wcześniej występowali Aerosmith, Boston, New England (band) oraz The Fools. Występ okazał się sukcesem i Briar Rose rozpoczął pracę nad kolejnym albumem w nowym składzie – oprócz Chrisa Reeda, który powrócił do swojego oryginalnego zespołu.
Specjalnie na Halloween zespół wydał “Devil on a Cell Phone”, a w listopadzie 2007 – “Hairy Eyeball”. W 2008 Longo został zastąpiony przez Randy Allen Arruda na perkusji. W listopadzie 2008 zespół przystąpił do sesji nagraniowej z nominowanym do nagrody Grammy producentem Chrisem Tsangaridesem. Również w 2008 zostały wydane dwa single: „Holy Fubar” oraz „Imprisioned in Flesh”. 23 sierpnia 2008 wydany został EP Party Favor jako zbiór poprzednich singli od 2007 i dwa nowe utwory: „Cry For Dawn” w nieukończonej wersji oraz „I Call That True Love” – wersja lo-fi utworu wcześniej nagranego przez Dr. Hook & The Medicine Show z ich albumu z 1971 Doctor Hook and the Medicine Show.
W październiku 2008 wydane zostały cztery utwory z okazji Halloween, w formie nawiązujące do utworu Jim Stafforda z lat siedemdziesiątych XX w., „Swamp Witch”. W tym samym czasie zespół wyjechał do Kent w Wielkiej Brytanii w celu nagrania trzeciego albumu, Roses Are Rare, Violence Is True. Album został wyprodukowany, przez Chrisa Tsangarides i zawiera 9 utworów.
Pierwszy singel z albumu to „Astral Groover”, wydany w styczniu 2009.

## Dyskografia

### Albumy studyjne
| Data wydania | Tytuł                                             | Wydawnictwo         | Pozycja na liście | Sprzedaż w USA |
| ------------ | ------------------------------------------------- | ------------------- | ----------------- | -------------- |
| 1988         | Briar Rose (EP)                                   | SWP / Roaar Records |                   |                |
| 1990         | Dark Tales Of Optimism                            | SWP / Roaar Records |                   |                |
| 1992         | Win If You Can, Lose If You Must But Always Cheat | SWP / Roaar Records |                   |                |
| 2000         | Detention (Live)                                  | SWP / Roaar Records |                   |                |
| 2009         | Roses Are Rare, Violence Is True                  | Roaar Records       |                   |                |

### Single
| Data wydania | Tytuł                                     | Wydawnictwo         | Pozycja na liście | Kraj    |
| ------------ | ----------------------------------------- | ------------------- | ----------------- | ------- |
| 1990         | The Hour Of Midnight                      | SWP                 |                   |         |
| 1990         | Overtaker                                 | SWP                 |                   |         |
| 1992         | The Biggest Little Word                   | SWP                 | 83                | Germany |
| 1992         | Backstabbed                               | SWP / Roaar Records |                   |         |
| 2007         | Devil On A Cell Phone                     | Roaar Records       |                   |         |
| 2007         | Hairy Eyeball                             | Roaar Records       |                   |         |
| 2008         | Holy Fubar                                | Roaar Records       |                   |         |
| 2008         | Imprisoned In Flesh                       | Roaar Records       |                   |         |
| 2008         | Swamp Witch                               | Roaar Records       |                   |         |
| 2009         | Astral Groover                            | Roaar Records       | 60                | USA     |
| 2009         | Three Little Fishies                      |                     |                   |         |
| 2009         | Ravens On Roadkill                        |                     |                   |         |
| 2009         | Mistletoe Belt Buckle                     |                     |                   |         |
| 2010         | Hail of Bullets                           |                     |                   |         |
| 2010         | Mistletoe Belt Buckle: The Lounge Version |                     |                   |         |

### EP
| Data wydania | Tytuł                             | Wydawnictwo         | Pozycja na liście | Sprzedaż w USA |
| ------------ | --------------------------------- | ------------------- | ----------------- | -------------- |
| 1988         | Briar Rose (EP)                   | SWP / Roaar Records |                   |                |
| 1991         | The Promotional Prostitution Tape | SWP / Roaar Records |                   |                |
| 2008         | Party Favor                       | SWP / Roaar Records |                   |                |